# Dak Nong
Dak Nong (vietnamesiska Đắk Nông) är en provins i centrala Vietnam. Provinsen består av en stad, huvudstaden Gia Nghia, och sju landsbygdsdistrikt: Cu Jut, Dak Glong, Dak Mil, Dak R'lap, Dak Song, Krong No samt Tuy Duc. Provinsen bildades 2003 och var förut en del av provinsen Dak Lak.